# バレンティン・パニアグア
バレンティン・トリビオ・デメトリオ・アグスティン・パニアグア・コラサオ（西: Valentín Toribio Demetrio Agustin Paniagua Corazao、1936年9月23日 - 2006年10月16日）は、ペルーの弁護士、政治家。暫定大統領、共和国議会議長を歴任。
国会議長在任中の2000年11月22日、アルベルト・フジモリ大統領の罷免を受け、暫定大統領に就任。2001年7月28日、暫定大統領を退任。

## 来歴
クスコ出身。父はボリビアからの移民であった。クスコのサンアントニアアバド国立大学に入学し、国立サンマルコス大学に編入。インディアナ大学で政治学の学士を取得。在学中の1955年には学生の反共産主義運動指導者として抗議活動を活発化させた。
1963年6月、パニアグアは人民行動党の推薦を受け、リマ選挙区から下院議員として当選。1965年にフェルナンド・ベラウンデ大統領から司法大臣に任命されたが、フアン・ベラスコ・アルバラード大統領がクーデターを起こしたことで下院議員の座を失職。パニアグアは数年に渡る軍事政権に抵抗し続けた。
1982年7月には下院議長に選出された。1984年には復権したフェルナンド・ベラウンデ大統領から教育大臣に任命される。1985年4月14日の総選挙でパニアグア率いる人民行動党は敗北。1990年の総選挙には出馬せずに大統領選に出馬予定の作家のマリオ・バルガス・リョサを支援したが、リョサはアルベルト・フジモリに敗れた。
1992年4月5日にアルベルト・フジモリ大統領の強権化が顕著になると、パニアグアはフジモリの政策を痛烈に批判するようになった。1997年にパニアグアは、フジモリらによって不当に解任させられた憲法裁判所判事の弁護を担当している。
2000年にはフジモリが行った憲法改正で一院制となった共和国議会議員に出馬し、僅かな得票を得て当選。亡命したアルベルト・フジモリは汚職疑惑を問われるようになり、フジモリはパニアグア宛に東京からファックスで大統領職の辞任届を提出。パニアグアは辞任届を受理した。副大統領は既に辞任していたため、継承順位1位となっていたパニアグアが暫定大統領に就任。
暫定大統領在職中にフジモリ政権下での影の最高権力者であったブラディミロ・モンテシノスとの賄賂を疑われるようになった。元国連事務総長であったハビエル・ペレス・デ・クエヤルを首相兼外務大臣に任命し、外交を一任。パニアグアは翌年の総選挙を主導することが課題であった。やがて、翌年の大統領選に当選したアレハンドロ・トレドに大統領職を明け渡し、辞任。
2006年10月16日にリマの病院で呼吸器系の合併症のため、死去。享年70歳。